# 徐瑁
徐瑁（1443年—？），字廷璧，直隸廣平府永年縣人，軍籍。明朝政治人物。進士出身。

## 生平
順天鄉試第二十名。成化五年（1469年）乙丑科會試第十五名，殿試登進士第三甲第一百一十名。

## 家族
曾祖徐仲良。祖父徐友諒。父亲徐宣。